# Kardam av Bulgarien
Kardam av Bulgarien, död 803, var en bulgarisk monark. Han var regerande khan av Bulgarien mellan 777 och 803.